# Wesel
Wesel – miasto powiatowe w zachodniej części Niemiec, w kraju związkowym Nadrenia Północna-Westfalia, w rejencji Düsseldorf, siedziba powiatu Wesel. Leży na północnym zachodzie skraju Zagłębia Ruhry, port przy ujściu rzeki Lippe i zbiegu Kanału Wesel-Datteln z Renem. Liczy 60 750 mieszkańców (2010).
W Wesel znajduje się późnogotycka katedra św. Wilibrorda.
W mieście rozwinął się przemysł szklarski, maszynowy, precyzyjny, elektrotechniczny oraz spożywczy.

## Współpraca
Miejscowości partnerskie:
- Felixstowe, Anglia
- Hagerstown, Stany Zjednoczone
- Kętrzyn, Polska
- Salzwedel, Saksonia-Anhalt

## Osoby urodzone w Wesel
- Johann Arnold Nering – niemiecki architekt barokowy
- Joachim von Ribbentrop – niemiecki minister spraw zagranicznych III Rzeszy w latach 1938–1945